# Sambourne
Sambourne – osada w Anglii, w hrabstwie Warwickshire, w dystrykcie Stratford-on-Avon. Leży 23 km na zachód od miasta Warwick i 149 km na północny zachód od Londynu. W 2001 miejscowość liczyła 1805 mieszkańców.